# Fun Fun
Fun Fun  fue un dúo musical femenino italiano del género Italo disco / synthpop, vigente entre 1983 y 1994.  Fue muy popular especialmente en Europa, en la década de los 80, y sus éxitos incluyen "Happy Station", "Colour My Love", "Baila Bolero" y "Give Me Your Love".
El grupo lo conformaron originalmente las vocalistas Antonella Pepe, Angela Parisi e Ivana Spagna (esta última abandonó el proyecto luego del primer álbum en 1986), así como las modelos Francesca Merola, Roberta Servelli y Elena Trastulli. Lanzaron en total 12 sencillos y sólo dos álbumes de estudio bajo las etiquetas X-Energy Records y TanDan Records.

## Historia
En 1983, los productores Dario Raimondi y Álvaro Ugolini se unieron en un estudio de Roma con las vocalistas Antonella Pepe, Angela Parisi e Ivana Spagna para crear un nuevo proyecto musical, que combinara gran energía, sonido pegajoso y una pista de baile amigable con la radio y las discotecas. Su primer lanzamiento fue el sencillo  "Happy Station" en ese mismo año, el cual encontró el éxito en Italia y otras partes de Europa, gracias a varias versiones extendidas, incluyendo la famosa versión "Scratch". También alcanzó el número 1 en Sudáfrica.
Al recibir invitaciones para presentaciones en vivo, Raimondi y Ugolini decidieron utilizar modelos para la imagen pública de Fun Fun, en lugar de las tres vocalistas por sí mismas.  Esto se hizo de acuerdo a una táctica común usada en la escena europea de música bailable para esa época (por ejemplo, con artistas como Baltimora y Real McCoy). Have Fun! fue el primer álbum de estudio de la banda y fue lanzado en 1984; contó con las modelos Francesca Merola y Roberta Servelli como las caras en el escenario para el grupo. Have Fun! presentó otros sencillos de baile muy utilizados en discotecas, como "Give Me Your Love", " Living In Japan" y el gran éxito internacional de la banda "Colour My Love", que se hizo popular en los clubes nocturnos de Estados Unidos debido a su línea de bajo de sintetizador, insistente y fácilmente mezclable con su intro de percusión.
Después de Have Fun!, Spagna abandonó Fun Fun y comenzó una relativamente exitosa carrera en solitario en 1986, volviendo sólo para algunas contribuciones líricas ocasionales. Fun Fun continuó con Merola y Elena Trastulli (quien reemplazó a Servelli) como modelos y con un nuevo músico / productor,  Larry Pignagnoli. Con esta alineación publicaron su segundo y último álbum, en 1987, titulado Double Fun. El disco incluyó varios sencillos, incluyendo "Could This Be Love" y un cover de The Spencer Davis Group, "Gimme Some Lovin '". Sin embargo, el mayor éxito de Double Fun fue "Baila Bolero", una balada de baile con sabor español. Para capitalizar el éxito obtenido hasta entonces, Fun Fun lanzó un megamix con la mayoría de los principales éxitos del grupo, el "Mega Hit Mix", un sencillo de 12" lanzado poco tiempo después.
A medida que el italo disco y la escena de la música de alta energía disminuyeron en popularidad hacia el final de la década de 1980, Fun Fun intentó una nueva dirección en 1989 con el estilo house, al lanzar el sencillo "Give Me Love", que tuvo un éxito mínimo. Varios años más tarde, la banda lanzó su última canción original, "I'm Needin' You", en el estilo de un eurodance de los 90s, pero de igual forma resultó un fracaso comercial. Debido a su escaso éxito musical en ese momento, la banda decidió separarse en 1994.
Desde entonces, los únicos lanzamientos de Fun Fun han sido recopilaciones o remezclas de DJ / reconstrucciones de sus éxitos anteriores.

## Discografía

### Álbumes de estudio
- 1984 - Have Fun!
- 1987 - Double Fun

### Sencillos
- 1983 - Happy Station [No. 11 Germany, No. 4 Netherlands, No. 1 South Africa]
- 1984 - Colour My Love [No. 17 Germany, No. 6 Sweden, No. 10 Netherlands, No. 5 South Africa, No. 9 US Dance]
- 1984 - Give Me Your Love [No. 17 Germany, No. 18 Sweden, No. 25 Netherlands, No. 10 Switzerland, No. 11 US Dance]
- 1985 - Living In Japan
- 1985 - Sing Another Song
- 1985 - Tell Me
- 1986 - Baila Bolero [No. 22 Germany, No. 16 Switzerland, No. 17 Netherlands, No.13 South Africa, No. 36 US Dance]
- 1987 - Gimme Some Lovin'
- 1987 - Could This be Love
- 1987 - Mega Hit Mix [No. 5 Netherlands]
- 1989 - Give Me Love [No. 29 US Dance]
- 1994 - I'm Needin' You
- 2022 - No More Tears